# Échelles à main chez les sapeurs-pompiers
Vous pouvez aider à l'améliorer ou bien discuter des problèmes sur sa page de discussion.
- Il ne cite pas suffisamment ses sources. Vous pouvez indiquer les passages à sourcer avec {{référence nécessaire}} ou {{Référence souhaitée}}, et inclure les références utiles en les liant aux notes de bas de page. (Marqué depuis mai 2023)
- Son texte doit être wikifié : il ne correspond pas à la mise en forme Wikipédia (style, typographie, liens internes, liens entre les wikis, etc.). (Marqué depuis mai 2023)
- Les conventions bibliographiques ne sont pas respectées. La bibliographie et les liens externes sont à corriger. (Marqué depuis mai 2023)
- Il n’est pas rédigé dans un style encyclopédique. (Marqué depuis mai 2023)
- Son introduction est soit absente, soit non conforme aux conventions de Wikipédia. (Marqué depuis mai 2023)

- Archive Wikiwix
- Bing
- Cairn
- DuckDuckGo
- E. Universalis
- Gallica
- Google
- G. Books
- G. News
- G. Scholar
- Persée
- Qwant
- (zh) Baidu
- (ru) Yandex
- (wd) trouver des œuvres sur Wikidata

Les échelles sont des agrès de sauvetage, de reconnaissance et d'établissement de tuyaux utilisées lorsque les communications sont impraticables. Il existe 3 catégories d'échelles utilisées chez les sapeurs-pompiers :
- Les échelles à crochets
- Les échelles à coulisses
- Les échelles transformables

## Matériau utilisé
Pour toutes les échelles utilisées de nos jours, le matériau utilisé est le même : l’alliage d'aluminium. 

### Avantages
- Légèreté et maniabilité
- Facilité d'entretien

### Inconvénients
- Conducteur de chaleur et d'électricité

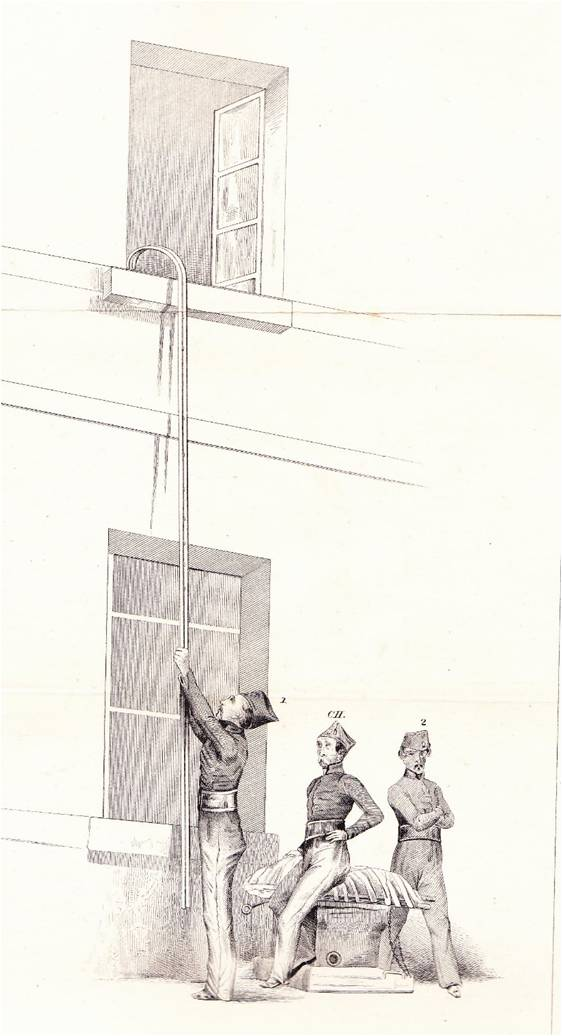
Ancienne échelle à crochet

- Glissant quand il est humide

## Échelles à crochets
Seulement utilisées comme agrès de reconnaissance et de sauvetage, les échelles à crochets sont utilisées pour monter d'étage en étage par l'extérieur des habitations. Elles peuvent être utilisées en prolongement d'une échelle à coulisse ou aérienne, en échelle de toit ou pour accéder aux toits terrasses.

### Composition
- 2 montants
- 13 à 14 échelons
- 2 crochets
- 2 pointes
- 1 à 2 entretoises
- 2 écarteurs de façades
- 2 sabots antidérapants

### Conditions d'utilisations

#### Position d'utilisation
Elles s'utilisent toujours en suspension par les crochets ou les pointes à la verticale, les sabots antidérapants ne doivent pas toucher le sol sinon la résistance est nulle comme à l'horizontale. Lorsque cette position est respectée, la charge maximale est celle d'une personne. 

#### Position de repos
La position de repos d'une échelle à crochets est l'horizontale posée sur les pointes. Il ne faut rien poser dessus comme pour les autres types d'échelles.

## Échelles à coulisses
Ce sont des agrès de reconnaissance, de sauvetage et d'établissement de tuyaux. En fonction du nombre de plans, elles permettent d'accéder à différentes hauteurs.

### Les échelles à coulisses à 2 plans
Elles permettent d'accéder au premier et deuxième étages des bâtiments ainsi qu'aux toitures de la même hauteur.

#### Composition
- 2 plans, dont l'un est plus étroit que l'autre.
- 15 à 19 échelons par plan
- 1 cordelette permettant de monter le deuxième plan (le trait)
- 1 poulie
- 2 parachutes pour bloquer le deuxième plan en position haute
- 4 sabots antidérapants par plan
- 2 roulettes en option

#### Conditions d'utilisation

##### Position d'utilisation
Lors de sa mise en place, à une ou à deux personnes, il faut faire attention à ce que le petit plan soit placé contre la façade, que le pied d'échelle soit bien positionné, que la cordelette soit bien amarrée et, si le deuxième plan est monté, que les parachutes soient bien bloqués. Elle peut aussi être utilisée à l'horizontale si elle est repliée.

##### Position d'attente
L'échelle à coulisse est posée sur le petit plan lorsqu'elle est au repos.
Ne pas enjamber l’échelle !

##### Résistance
- Lorsqu'elle est à la verticale et repliée, elle peut supporter deux 2 personnes
- Une personne par plan déployé à la verticale, sauf en cas de sauvetage.
- Quand elle est employée à l'horizontale et repliée, deux personnes peuvent monter dessus.
- La résistance est nulle dans le cas où elle est manipulée à l'horizontale et déployée.

### Les échelles à coulisses à 3 plans

#### Composition
- 3 plans : un petit plan, un plan intermédiaire et un grand plan
- 21 échelons par plan
- 2 arcs boutants servant à réduire le creux de l'échelle
- 2 cordelette : une pour monter le plan intermédiaire, l'autre pour élever le petit plan
- 2 poulies, une pour chaque cordelette
- 2 parachutes, un sur le grand plan, l'autre sur le plan intermédiaire
- 4 sabots antidérapants par plan

#### Conditions d'utilisations

##### Position d'utilisation
Elle doit être manœuvrée par une équipe de cinq sapeurs-pompiers. Il faut faire attention à respecter le pied d'échelle, à reposer le petit plan contre la façade et à bien positionner les arcs boutants.

##### Position d'attente
Sa position d'attente est posée sur le grand plan avec les arcs boutants sortis au minimum et fixés au grand plan.

##### Résistance
Elle n'est pas utilisée à l'horizontale. Sa résistance à la verticale déployée est de une personne par plan ou de deux personnes sur le dernier plan. Si elle est repliée, sa résistance est la même que l'échelle à coulisses à 2 plans.

### Le pied d'échelle
Le pied d'échelle correspond à la longueur entre l'aplomb du point d'appui et la base de l'échelle. Pour monter ou descendre en toute sécurité, il est impératif de bien calculer et respecter cette distance.
Si le pied d'échelle est trop petit, l'échelle basculera en arrière quand on la montera. À l'inverse, si le pied d'échelle est trop grand, l'échelle glissera le long du mur et chutera au sol.
L'espace entre les sabots de l’échelle et le bas du mur doit correspondre à ⅓ de la hauteur du mur jusqu'en haut de l'échelle 
Il se mesure avec le formule suivante :
{\displaystyle Pied~d'{\acute {e}}chelle=2\times {Longueur~deploy{\acute {e}}e \over 10}+0,60~\mathrm {m} }
Pour meusurer un pied d'échelle rapidement se mettre devant pieds collés aux sabots les bras devant soi. Les mains doivent arriver au niveau des montants de l'échelle  